# Us and Us Only
Us and Us Only è il sesto album in studio del gruppo musicale alternative rock britannico The Charlatans, pubblicato nel 1999.

## Tracce
1. Forever – 7:25
2. Good Witch, Bad Witch 1 – 0:51
3. Impossible – 5:04
4. The Blonde Waltz – 4:31
5. A House Is Not a Home – 4:50
6. Senses (Angel On My Shoulder) – 4:45
7. My Beautiful Friend – 4:32
8. I Don't Care Where You Live – 2:55
9. The Blind Stagger – 4:56
10. Good Witch, Bad Witch 2 – 3:23
11. Watching You – 5:35 + Tony's Bar & Grill (traccia nascosta) – 1:15

## Formazione
- Tim Burgess - voce, armonica
- Mark Collins - chitarre
- Rob Collins - mellotron, organo, piano, cori
- Martin Blunt - basso
- Jon Brookes - batteria